# Witbandkogelspin
De witbandkogelspin (Neottiura bimaculata) is een spin behorend tot de kogelspinnen.
Het vrouwtje wordt 2,1 tot 3,1 mm groot, het mannetje wordt 2,3 tot 2,5 mm. De tekening van het achterlijf is variabel. Er zijn dieren met een witte of gele vlek op een bruine achtergrond. Er is ook een roodbruine en witgemarmerde vorm. Het kopborststuk is donkerbruin en de poten zijn zeer lichtbruin. Het mannetje heeft een donkerbruin kopborststuk en een bijna zwart achterlijf. De poten zijn lichtgeel. 

## Verspreiding
De spin leeft op lage planten in het Holarctisch gebied. Het grote verspreidingsgebied van de Witbandkogelspin omvat Noord-Amerika, Europa, Turkije, de Kaukasus, Rusland, Kazachstan, Iran, Centraal-Azië, China en Japan. Ook zijn vondsten uit Noord-Afrika bekend.

## Habitat
Deze soort leeft voornamelijk in bosranden en bermen, hij de voorkeur geeft aan lage en kruidachtige planten. Ook worden verschillende open habitats en lichte bossen gebruikt als leefgebied.